# Aristide Boucicaut

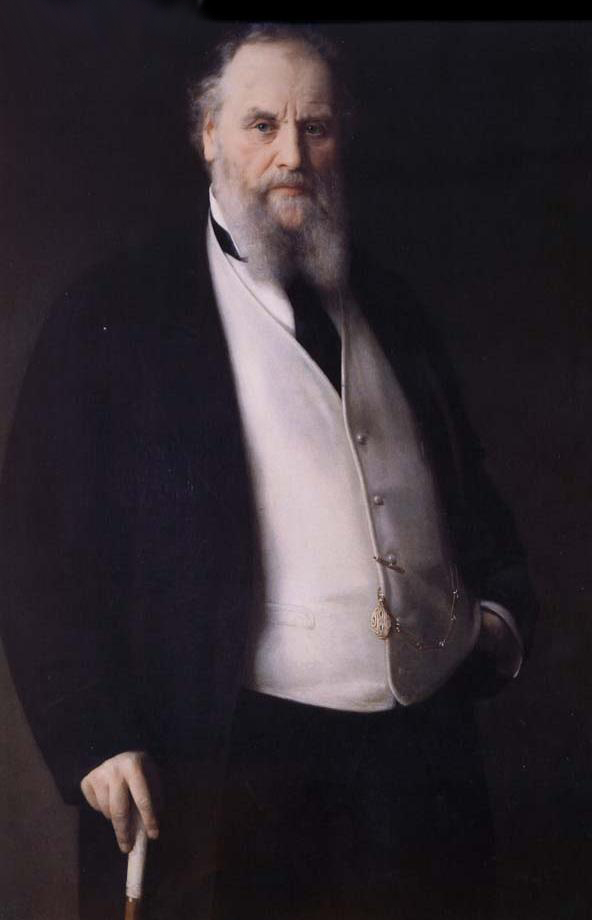
Aristide Boucicaut, 1875, Ölgemälde von William Adolphe Bouguereau

Aristide Boucicaut (* 14. Juli 1810 in Bellême; † 26. Dezember 1877 in Paris) war ein französischer Einzelhandelsunternehmer und Pionier des modernen Warenhauses.

## Leben

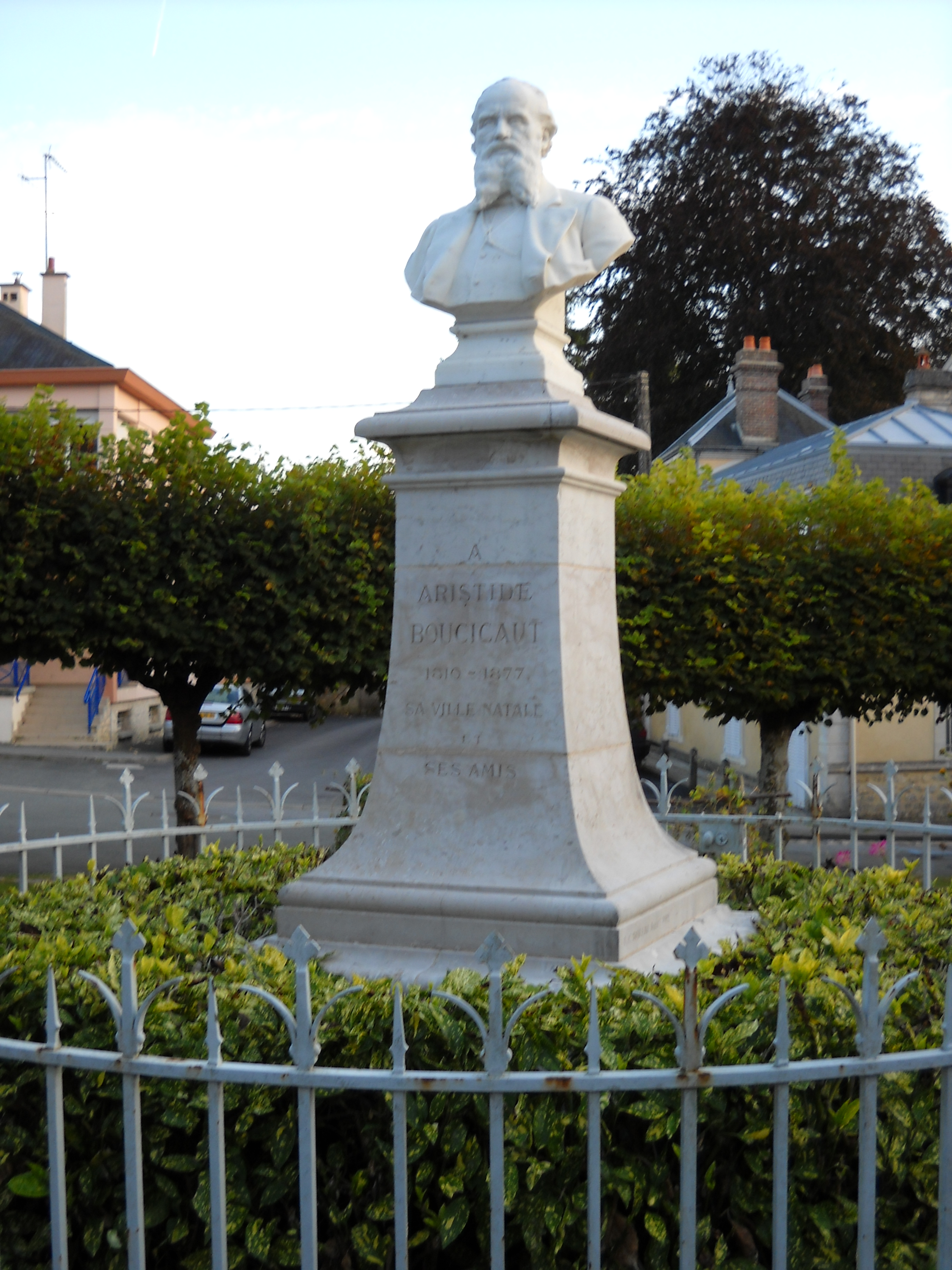
Stele in Boucicauts Geburtsort Bellême

Aristide Boucicaut begann sein Berufsleben im Hutgeschäft seines Vaters. 1828 wurde er kurzfristig Partner eines ambulanten Stoffhändlers, 1829 Verkäufer in der Schalabteilung des „Petit Saint-Thomas“ in der Rue du Bac, ein magasin de nouveautés („Neuheitenkaufhaus“), ein Vorläufer der späteren Großwarenhäuser. 1852 assoziierte er sich mit einem Partner, Paul Videau, Besitzer eines Geschäftes mit dem Namen Le Bon Marché in der Pariser Rue de Sèvres. Boucicauts Expansion des Hauses in Richtung Massendistribution, ab 1863 als Alleinbesitzer, machte den Bon Marché zeitweilig zum größten Warenhaus der Welt.
Der Eindruck der Pariser Weltausstellung von 1855 mit ihrer überwältigenden Fülle an Waren spielte in Boucicauts Konzeption eine vorbildhafte Rolle. Freier Zutritt, etikettierte Fixpreise und eine Kalkulation mit relativ geringen Margen kennzeichneten den Bon Marché und bald auch seine Konkurrenten. Hauszustellung, Attraktionen, wie etwa Luftballons für die Kinder, und systematische Reklame waren Teil des von Boucicaut vertretenen modernen Konzepts. 1856 begann er das Versandgeschäft mittels Katalog.

Au Bon Marché, ca. 1890, Rue du Bac, Paris

Aristide Boucicaut beteiligte seine Angestellten am Umsatz und am Gewinn, seine Witwe Marguerite Boucicaut (1816–1887), die den Bon Marché weiter führte, bot ihnen Versicherungsschutz, Musik- und Sprachkurse. Die Innovationen Boucicauts machten bald Schule – in Paris, besonders aber auch in den USA. Jules Jaluzot, Gründer des Warenhauses Printemps und Marie-Louise Jaÿ, Mitbegründerin des Warenhauses La Samaritaine, waren ehemalige Angestellte des Bon Marché.
Aristide Boucicaut war ein literarisches Vorbild für Octave Mouret im Roman Das Paradies der Damen von Émile Zola.

## Film
- Wünsche werden wahr – Die Entstehung des Kaufhauses (Memento vom 5. Mai 2012 im Internet Archive). Dokumentarfilm, Dokudrama, Frankreich, 2011, 86 Min., Buch und Regie: Sally Aitken, Christine Le Goff, Produktion: arte France, Telfrance, Essential Viewing.